# 長浦インターチェンジ
長浦インターチェンジ（ながうらインターチェンジ）は、愛知県知多市にある、西知多産業道路（国道155号・国道247号）のインターチェンジ。

## 概要
名鉄常滑線 長浦駅、名古屋港海づり公園などへの最寄りインターチェンジでもある。
現在、名古屋方面へのランプしかない。（新舞子方面へは、西知多産業道路と並行する道路を使用する。）

## 接続する道路
- 愛知県道46号西尾知多線

## 隣
西知多産業道路
朝倉IC - 長浦IC - 日長IC